# Carta europea per la libertà di stampa
La Carta europea per la libertà di stampa è un documento non vincolante sulla libertà di stampa, firmato il 25 maggio 2009 ad Amburgo da 48 caporedattori e giornalisti di punta di 19 paesi europei. È aperto alla firma da parte di tutti i giornalisti.
La Carta condensa in 10 articoli i principali principi della libertà dei media, incluso il diritto alla libertà dalla sorveglianza, dalle intercettazioni elettroniche e dalle ispezioni delle redazioni e dei computer, e sottolinea la necessità di un accesso senza impedimenti dei giornalisti e dei cittadini a tutte le fonti domestiche ed estere d'informazione. La Carta formula i valori principali che le autorità pubbliche, incluse le istituzioni europee, dovrebbero rispettare quando hanno a che fare con i giornalisti.
L'idea della Carta nasce nel 2007 all'interno dei dialoghi annuali tra la Commissaria europea Viviane Reding, assistita dalla Media Task Force della Commissione, e i caporedattori di vari giornali europei, guidati dal direttore di Stern, Hans-Ulrich Jörges. 
La Carta viene consegnata alla Commissione europea a Bruxelles il 9 giugno 2009 e al Consiglio d'Europa al Lussemburgo il 26 ottobre 2009, con l'obiettivo che possa diventare un benchmark nelle loro valutazioni del rispetto della libertà dei media nei paesi membri e candidati all'UE, e che possa rafforzare la posizione dei giornalisti in tutta Europa nelle loro relazioni con le autorità pubbliche.
In Italia la Carta è stata promossa dalla FNSI e dall'associazione Articolo 21, liberi di....